# Alien: Pactul
Alien: Covenant (Alien: Pactul) este un film științifico-fantastic care a avut premiera la Londra la 4 mai 2017. În film apar Michael Fassbender și Noomi Rapace în rolurile principale.
Lungmetrajul este  al doilea film din noua trilogie, care a debutat cu filmul Prometheus – un film cu o mitologie de sine stătătoare – și face legătura cu evenimentele prezentate în primul film din seria „Alien”, lansat în 1979.

## Povestea
Având ca destinație o planetă foarte îndepărtată, echipajul navei Covenant descoperă ceea ce ei cred că este un paradis neexplorat. În realitate este o lume întunecată și periculoasă al cărei unic locuitor este „sinteticul” David (Michael Fassbender), singurul supraviețuitor al expediției eșuate Prometheus.

## Distribuția
- Michael Fassbender este David, un android.[9]
- Noomi Rapace este Elizabeth Shaw.[10]
- Katherine Waterston ca Daniels[10]
- Danny McBride ca Gilbert Walterman, pilotul navei colonie Covenant.[2]
- Demián Bichir
- Jussie Smollett
- Amy Seimetz
- Carmen Ejogo
- Callie Hernandez
- Billy Crudup
- Alexander England
- Benjamin Rigby
- Uli Latukefu
- Nathaniel Dean
- Tess Haubrich
- Goran D. Kleut

## Producție
Filmările peliculei erau programate în februarie 2016 sub conducerea regizorului Ridley Scott.  Filmările au început la  4 aprilie 2016 la Milford Sound din Fiordland National Park, Noua Zeelandă și s-au terminat la 19 iulie 2016.